# Distretto di Chivay
Il distretto di Chivay è uno dei venti distretti della provincia di Caylloma, in Perù. Si trova nella regione di Arequipa e si estende su una superficie di 240,64 chilometri quadrati.

Ha per capitale la città di Chivay e contava 6.570 abitanti al censimento 2005.